# Palasport di Genova
Der Palasport di Genova ist eine im Umbau befindliche Mehrzweckhalle in der italienischen Stadt Genua, Region Ligurien.

## Geschichte
Die Halle wurde 1962 eröffnet. 2020 verkaufte die Stadt Genua die fast 60 Jahre alte Veranstaltungshalle für 14,25 Mio. Euro an die private CDS Holding. Gegenwärtig wird die Halle renoviert. Die Arbeiten sollen bis Ende 2021 oder Anfang 2022 andauern. Es werden rund 94 Mio. Euro in die Modernisierung investiert. Im Juli 2022 wurde die Fertigstellung mit 2023 angegeben. Das gesamte vom Renzo Piano Building Workshop und OBR Open Building Research geplante Gelände Waterfront di Levante soll bis zur Bootsmesse Salone Nautico Genova im September 2024 fertiggestellt werden.

## Nutzung
Die Halle verfügte über eine Leichtathletikanlage und war einer der Austragungsorte der Leichtathletik-Halleneuropameisterschaften 1992. Die Arena besaß eine Zuschauerkapazität von 15.000 Besuchern bei Konzerten und wird nebenbei als Veranstaltungsstätte für Motocross-Wettbewerbe genutzt. Im Palasport di Genova traten die Beatles, Kiss, Peter Gabriel, Jethro Tull, Frank Zappa, America, Iron Maiden, Santana, Eric Clapton, Joni Mitchell, Spandau Ballet und Frank Sinatra auf.